# Inhibidor de la ciclooxigenasa

Estructura del diclofenaco, un inhibidor de la ciclooxigenasa

Un inhibidor de la ciclooxigenasa es, por lo regular, un fármaco que inhibe un sitio activo de la enzima ciclooxigenasa (COX), que produce las prostaglandinas mediante sus dos isoformas la COX-1 y la COX-2.
1. La COX-1, presente en los tejidos donde las prostaglandinas son útiles (p. ej., el estómago, donde las PG protegen la mucosa contra el ácido).
2. La COX-2 parece ser mediadora importante en procesos fisiopatológicos como la inflamación de las articulaciones.

Hoy en día a ambas enzimas se les conoce como prostaglandina-endoperóxido sintasa 1 (PTGS1) y prostaglandina-endoperóxido sintasa 2 (PTGS2).

## AINEs antiguos
Estos fármacos, los antiinflamatorios no esteroideos, comúnmente llamados AINEs, son inhibidores de ambas COX y causan, entre otras molestias, agravación de la gastritis, úlceras y sangrado de la mucosa gástrica. Entre estos fármacos se encuentran:
- Naproxeno
- Diclofenaco
- Sulindaco
- Ibuprofeno

## Nuevos fármacos antiinflamatorios
Derivado del problema de que los primeros AINEs no eran selectivos e inhibían la síntesis de prostaglandinas de ambas COX, se investigó lo suficiente para crear antiinflamatorios que fueran selectivos e inhibieran solo a la enzima COX-2, la que está relacionada con la inflamación. A estos nuevos fármacos se les dio la denominación de inhibidores selectivos de la COX-2, en virtud de que no actúan sobre la COX-1. Entre este tipo de fármacos se encuentran:
- Celecoxib
- Etoricoxib
- Lumiracoxib
- Parecoxib
- Polmacoxib
- Rofecoxib
- Valdecoxib

La ventaja de estos medicamentos es que, además de evitarse los problemas de los AINEs antiguos. En odontología, para el tratamiento del dolor, estos fármacos son tan eficaces como naproxeno, ibuprofeno o diclofenaco.

## Inconvenientes
Los inhibidores selectivos de la COX-2 provocan retención de líquidos y edemas, y por añadidura pueden disminuir el efecto hipotensor de los fármacos inhibidores de la enzima convertidora de angiotensina. Aún no existe información sobre su posible interacción con los fármacos beta bloqueadores y diuréticos.
Sin embargo, existen riesgos en el uso indiscriminado de estos fármacos. Por ejemplo, un estudio demostró que Los inhibidores selectivos de la COX-2 causan una mala sanación del tendón al hueso, debilitan la estabilidad mecánica y disminuyen el contenido de prostaglandina E 2 del líquido sinovial.